# 小行星12409
小行星12409（12409 Bukovanská）是一颗绕太阳运转的小行星，为主小行星带小行星。该小行星于1995年9月28日发现。

## 轨道参数
小行星12409的轨道半长轴为2.4260554 UA，离心率为0.181。